# 李楨
李 楨（り てい、? - 1258年）は、モンゴル帝国に仕えた将軍の一人。

## 略歴
李楨はタングート人の国家西夏の国族の出で、トルカク（質子）としてモンゴル帝国に仕えるようになったという。同時期にチンギス・カンに仕えた非モンゴル人には耶律楚材（遼の皇族）、チュンシャン（金朝の貴族）、ジャバル・ホージャらがおり、李楨も彼等と同様に出自の良さと容貌が優れていることからチンギス・カンに取り立てられたものと見られる。
オゴデイの子のクチュを総司令とする南宋遠征が始まると李楨はクチュの補佐に任じられ、オゴデイはクチュに「軍中のことは全て李楨に相談の上行うように」と言いつけたという。1238年には大将チャガンに従って淮甸を降し、この功績によって軍前行中書省左右司郎中とされた。
1241年、李楨はチャガンの下で寿春の包囲戦に加わっていたが、城民の抗戦と長く続く降雨によって戦闘は膠着状態に陥っていた。そこで李楨はチャガンにこのままでは包囲戦が長引き、その報復として城民の虐殺が生じてしまうであろうことを説き、一度軍を引いた上で、李楨が単独で降伏を勧告することを申し出た。チャガンの許可を得た李楨は単身寿春に入って城民を説得し、翌日には寿春を降伏させることに成功した。その後、第3代皇帝グユクには南宋征服には襄陽城の攻略が不可欠であると進言している。
1250年に李楨は襄陽軍馬万戸に任ぜられ、1256年には第4代皇帝モンケより襄樊一帯を威力偵察するよう命じられている。1258年、モンケより召還された李楨は南宋親征に従軍することとなったが、同年9月に59歳で合州で亡くなった。